# Cucullia asteris
Cucullia asteris là một loài bướm đêm thuộc họ Noctuidae. Nó được tìm thấy ở châu Âu.

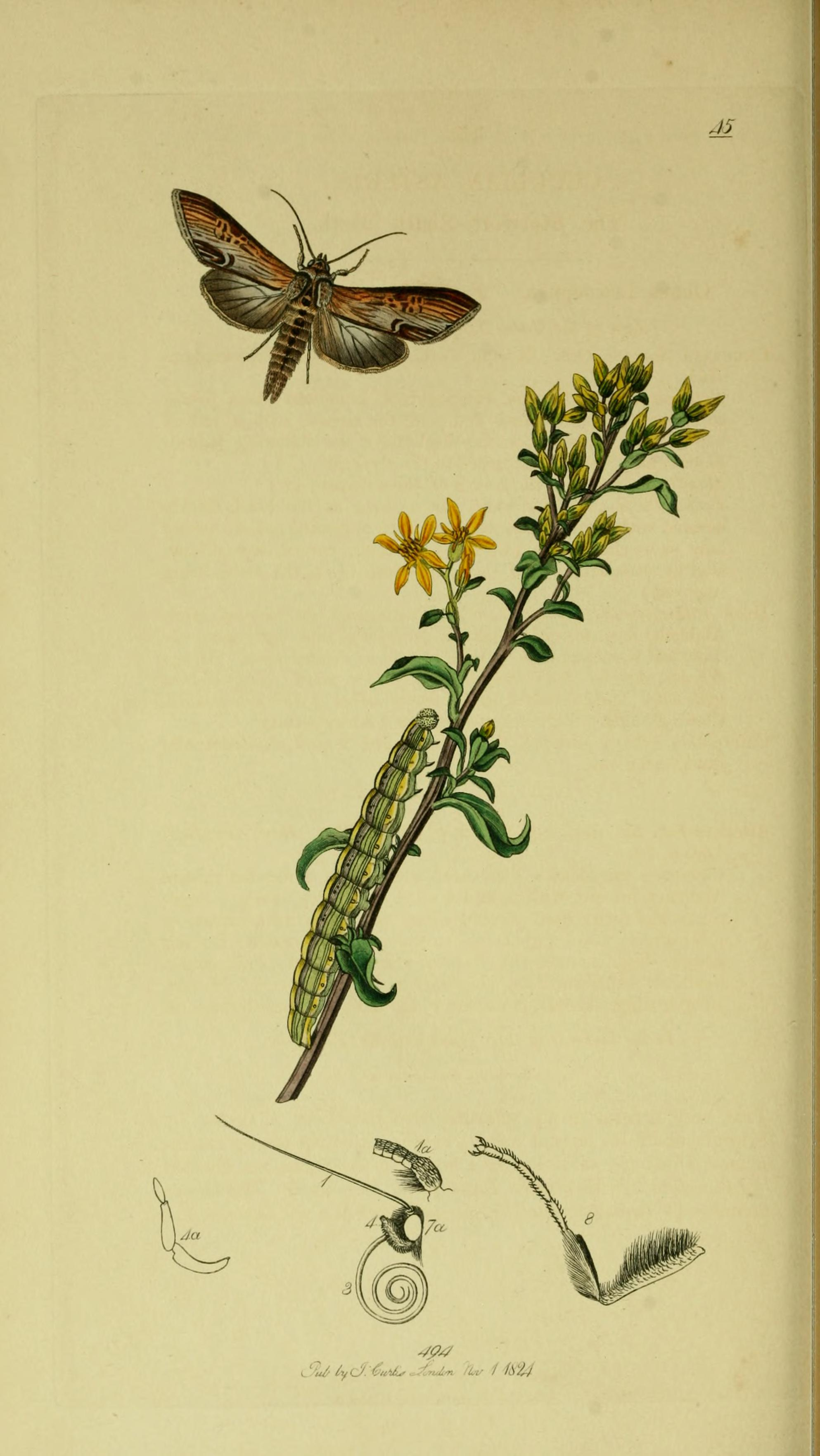
Minh họa từ John Curtis's British Entomology Volume 5

Sải cánh dài 45–52 mm. Con trưởng thành bay từ tháng 5 đến tháng 9 tùy theo địa điểm.
Ấu trùng ăn các loài Aster tripolium, Goldenrod, và other Aster.

## Hình ảnh

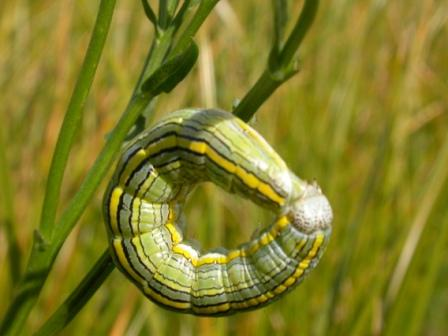
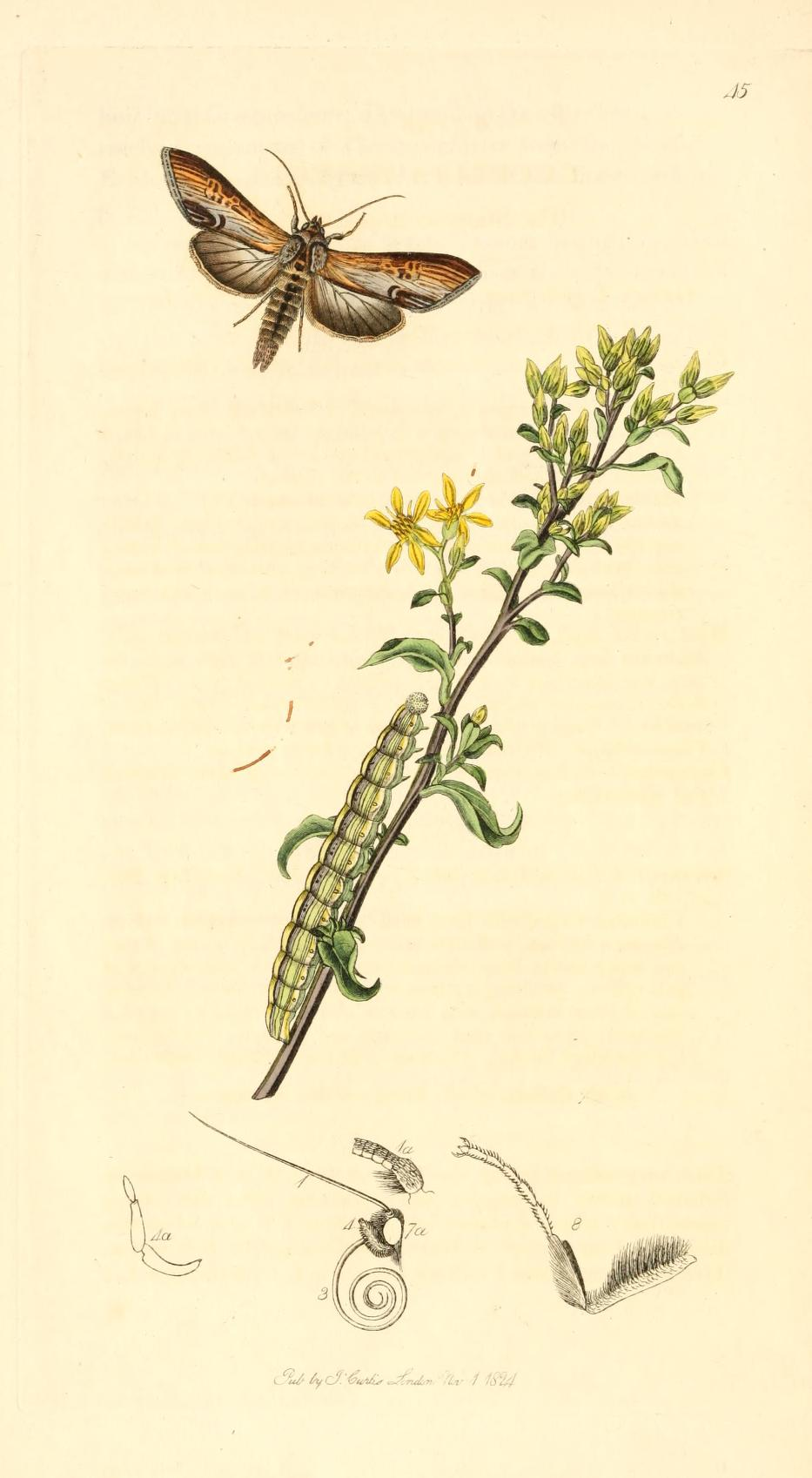
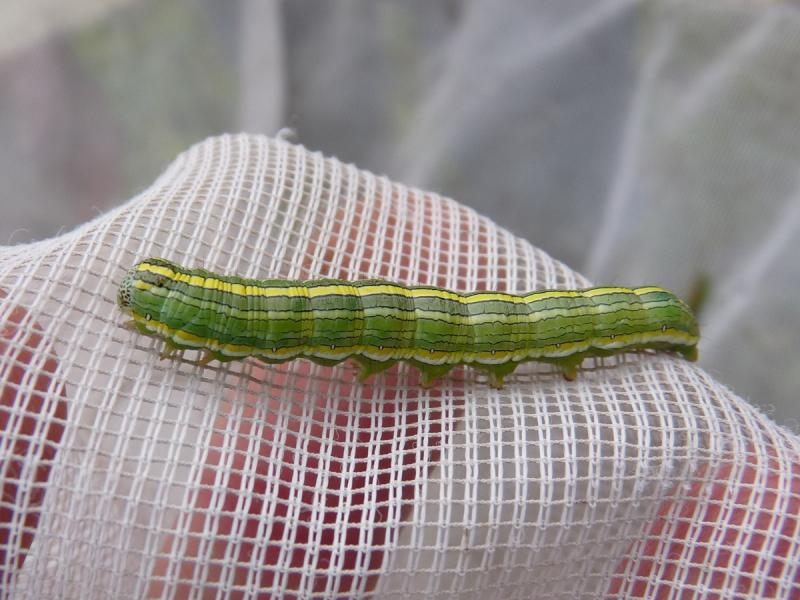
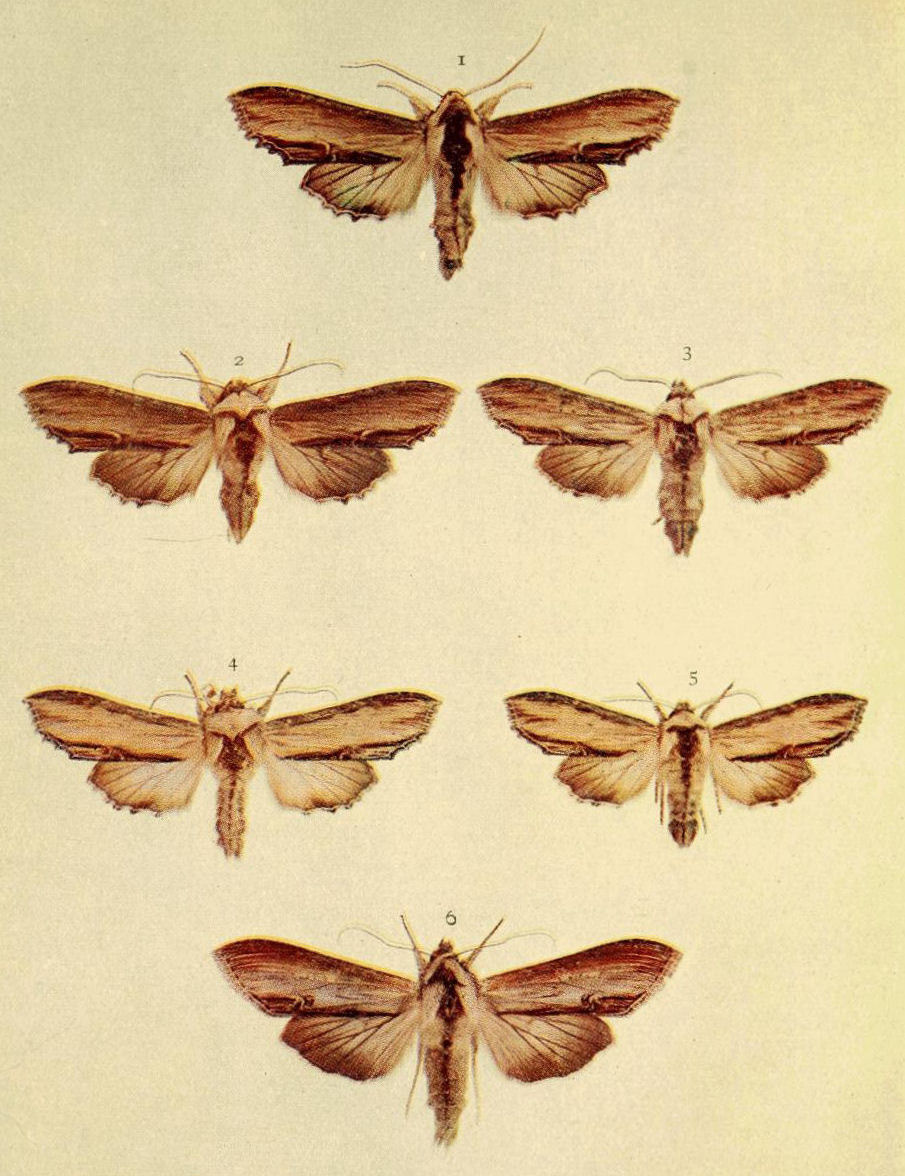